# Túrony
Túrony je vas na Madžarskem, ki upravno spada pod podregijo Siklósi Županije Baranja.